# Тајрис Халибертон
Тајрис Халибертон (енгл. Tyrese Haliburton; Ошкош, Висконсин, 29. фебруар 2000) амерички је кошаркаш. Игра на позицији плејмејкера, а тренутно наступа за Индијана пејсерсе.

## Каријера

### Колеџ
Халибертон је од 2018. до 2020. године похађао Државни универзитет Ајове у Ејмсу. У дресу Ајова Стејт сајклонса уписао је 57 наступа, а просечно је по мечу бележио 10,1 поена, 4,4 скокова, 4,7 асистенције и 1,9 украдених лопти. За учинак у сезони 2019/20. награђен је местом у другој постави идеалног тима Big 12 конференције.

### Клупска

#### Сакраменто кингси
На НБА драфту 2020. одабрали су га Сакраменто кингси као 12. пика. Девет дана касније, 27. новембра 2020, потписао је уговор са Кингсима и задужио дрес са бројем нула. У НБА лиги дебитовао је 23. децембра 2020, у победи коју су Кингси остварили на гостовању Нагетсима. На том сусрету забележио је 12 поена, 4 асистенције, 2 скока и једну блокаду. У сезони 2020/21. забележио је 58 наступа, уз просечни учинак од 13 поена, 3 скока, 5,3 асистенција и 1,3 украдених лопти по мечу. Нашао се у најужем избору за најбољег новајлију сезоне. Ипак, награда је отишла у руке Ламела Бола, али Халибертон је уврштен у прву поставу идеалног тима новајлија.

#### Индијана пејсерси
Осмог фебруара 2022. дошло је до размене између Сакраменто кингса и Индијана пејсерса. Пејсерси су том приликом добили Халибертона, Бадија Хилда и Тристана Томпсона, а Кингсима су послали Џеремија Лема, Домантаса Сабониса и Џастина Холидеја.

### Репрезентативна
Халибертон наступа за репрезентацију Сједињених Америчких Држава. Са јуниорском селекцијом националног тима освојио је златну медаљу на Светском првенству 2019. у Грчкој, а уврштен је и у најбољу петорку тог издања турнира.

## Успеси

### Појединачни
- НБА ол-стар меч (2): 2023, 2024.
- Идеални тим НБА — трећа постава (2): 2023/24, 2024/25.
- Победник НБА такмичења у вештинама (1): 2024.
- Идеални тим новајлија НБА — прва постава: 2020/21.

### Репрезентативни
- Олимпијске игре:  2024.
- Светско првенство до 19 година:  2019.